# ريج ويلسون
ريج ويلسون (بالإنجليزية: Reg Wilson)‏ هو متسابق دراجات نارية بريطاني، ولد في 26 يناير 1948 في شفيلد في المملكة المتحدة.